# Мерцедес-Бенц Арена (Шанхай)
„Мерцедес-Бенц Арена“ (на китайски: 梅赛德斯-奔驰文化中心) е покрит стадион, намиращ се в Шанхай, Китайска народна република.
Има капацитет до 18 000 зрители в голямата зала. Включва и по-малко пространство – The Mixing Room & Muse, което е по-подходящо място за концерти, с капацитет до 200 седящи ресторантски места или до 700 концертни места.